# Art School Confidential
Art School Confidential (dt. etwa Vertraulicher Kunsthochschulen-Bericht) ist ein Spielfilm des US-amerikanischen Regisseurs Terry Zwigoff aus dem Jahr 2006. Der Film basiert auf dem gleichnamigen Comic von Daniel Clowes.

## Handlung
Der schüchterne Jerome, der früher in der Schule von Mitschülern regelmäßig schikaniert wurde, beginnt ein Studium an der renommierten Kunsthochschule Strathmore Institute in New York City. Sein Zimmer im Studentenwohnheim teilt er sich mit Matthew und Vince, letzterer arbeitet gerade an einem Filmprojekt über eine Mordserie in der Umgebung des Campus. Der „ewige Student“ Bardo gibt Jerome einige Tipps, wie man hier am effektivsten Mädchen kennenlernen kann, die konkrete Umsetzung verläuft allerdings nicht zu Jeromes Zufriedenheit. Lediglich Audrey, die in Jeromes Klasse als Aktmodell arbeitet, findet er interessant.
Jerome, der sich in den Kopf gesetzt hat, ein anerkannter Künstler zu werden, wird zusehends frustrierter, da die Arbeiten seines Kurskollegens, des „Schönlings“ Jonah, sowohl vom Professor als auch von den anderen Studenten positiver als seine eigenen bewertet werden, obwohl Jonahs Werke wie simple Industriegrafiken aussehen. Noch dazu beginnt Audrey, in die Jerome sich verliebt hat, sich für Jonah zu interessieren.
Eines Tages nimmt Bardo Jerome mit zu Jimmy, einem Strathmore-Absolventen, der in einer heruntergekommenen Wohnung in einem schäbigen Stadtteil wohnt. Der dem Alkohol verfallene Jimmy erklärt Jerome die Schattenseiten des Kunstbetriebs, und dass man nur mit Anbiederei und Beziehungen etwas erreichen kann.
Als der Termin der Bewertung der Semesterarbeiten näher rückt, versucht Jerome, sich bei Professor Sandiford Rat zu holen, der seinerseits mit seinen Dreiecks-Bildern nicht gerade erfolgreich ist. Um einen „Fuß in die Tür“ einer Galerie zu bekommen, arbeitet Jerome dort als Kellner, wo er zufällig auch Jonah und Audrey trifft, was seine Hoffnung auf eine Beziehung mit Audrey anscheinend vollends schwinden lässt.
Der betrunkene und desillusionierte Jerome besucht Jimmy, dieser schenkt ihm eines seiner Bilder von einem Opfer des Campus-Serienmörders. Das Bild und Jimmys Verhalten Jerome gegenüber legen nahe, dass Jimmy selbst der „Würger von Strathmore“ ist. Als Jerome eines Nachts bemerkt, dass Jonah das Bild von Jimmy abfotografiert, besucht er erneut Jimmy und holt sich den Rest der Bilder der Serienmörder-Opfer, die er mit einem Stück Kabel aus Jimmys Wohnung zusammenbindet. Als er die Wohnung verlässt, fällt eine achtlos von Jerome zurückgelassene Zigarette zu Boden.
Jerome beschließt, Jimmys Bilder zur Semesterbewertung einzureichen, nachdem er seine eigenen großteils zerstört hat. Als diese Arbeiten erneut schlecht – und jene von Jonah gut – bewertet werden, macht er sich auf den Weg zu Jimmy. Dessen Wohnung ist allerdings ausgebrannt, von einem Passanten erfährt Jerome, dass das Feuer durch eine Zigarette verursacht wurde und alle Wohnungsinsassen tot sind. Jonah stellt sich als verdeckter Ermittler heraus, der dem Serienmörder auf die Spur zu kommen versucht hat. Aufgrund der Opfer-Bilder, die Jerome als die eigenen ausgegeben hat, und des Kabels, mit dem offenbar die Opfer erwürgt wurden, wird Jerome als potenzieller Mörder verhaftet.
Am Ende des Films sitzt Jerome im Gefängnis und ist mittlerweile ein hochgefragter Künstler. Obwohl er aufgrund der Indizien vermutlich freikäme bzw. sein Prozess beschleunigt werden könnte, zieht er es vor, im Gefängnis zu bleiben, da dadurch sein Kultstatus nur noch besser werden könnte. Inzwischen ist er auch mit Audrey zusammengekommen, die er in der Schlussszene durch die Trennscheibe im Besucherraum des Gefängnisses küsst.

## Kritik
„Gut gelaunte und hochkarätig besetzte Satire auf den Kunst- und Kulturbetrieb, die deren Befindlichkeiten mit Einfühlungsvermögen auf den Arm nimmt.“